# موريس مان
موريس مان (بالإنجليزية: Maurice Mann)‏ هو لاعب كرة القدم الكندية أمريكي، ولد في 14 سبتمبر 1982 في سانتا كلارا في الولايات المتحدة.

## وصلات خارجية
- موريس مان على موقع مرجع كرة القدم المحترفة.كوم (الإنجليزية)